# Орхонска писменост
Орхонската писменост е азбука, използвана от гьоктюрките през 8 век, след което е изместена от уйгурската азбука.  Надписи на тази азбука са открити в долината на река Орхон в Североизточна Монголия. Предназначена е за старотюркския език, използван от гьоктюрките в онази епоха. Това е най-старата писменост, използвана от тюрките в Централна Азия.
Орхонската писменост има само 4 гласни букви, представящи 9 гласни звука, и 34 съгласни букви, представящи 21 съгласни звука.
Тя може би еволюира от некурсивна форма на согдийската азбука. Вариант на орхонската писменост е енисейската азбука, наричана още сибирски руни. Така наречените прабългарски руни също произлизат от орхонските, което се приема в науката поради сходството в типографията, въпреки че използваният език показва много различия. В модерната лингвистика се приема, че прабългарският език спада към подгрупата на огурските езици.